# Bank of the West Classic 2001
Bank of the West Classic 2001 — тенісний турнір, що проходив на відкритих кортах з твердим покриттям Taube Tennis Center у Стенфорді (США). Належав до турнірів 2-ї категорії в рамках Туру WTA 2001. Відбувсь утридцяте і тривав з 23 до 29 липня 2001 року. Третя сіяна Кім Клейстерс здобула титул в одиночному розряді й отримала 90 тис. доларів США.

## Фінальна частина

### Одиночний розряд
Кім Клейстерс —  Ліндсі Девенпорт, 6–4, 6–7(5–7), 6–1
- Для Клейстерс це бувs 1-й титул в одиночному розряді за сезон, і 4-й — за кар'єру.

### Парний розряд
Джанет Лі /  Вінне Пракуся —  Ніколь Арендт /  Кароліна Віс, 3–6, 6–3, 6–3